# Not Bad for No Tour
Not Bad for No Tour – drugi  album minialbum zespołu R.E.M. wydany w 2001 roku.

## Utwory
1. "All The Way To Reno" (edit)
2. "All The Way To Reno" (live)
3. "She Just Wants To Be" (live)
4. "The One I Love" (live)
5. "So. Central Rain" (live)
6. "Beat A Drum" (live)